# Roma und Sinti Philharmoniker

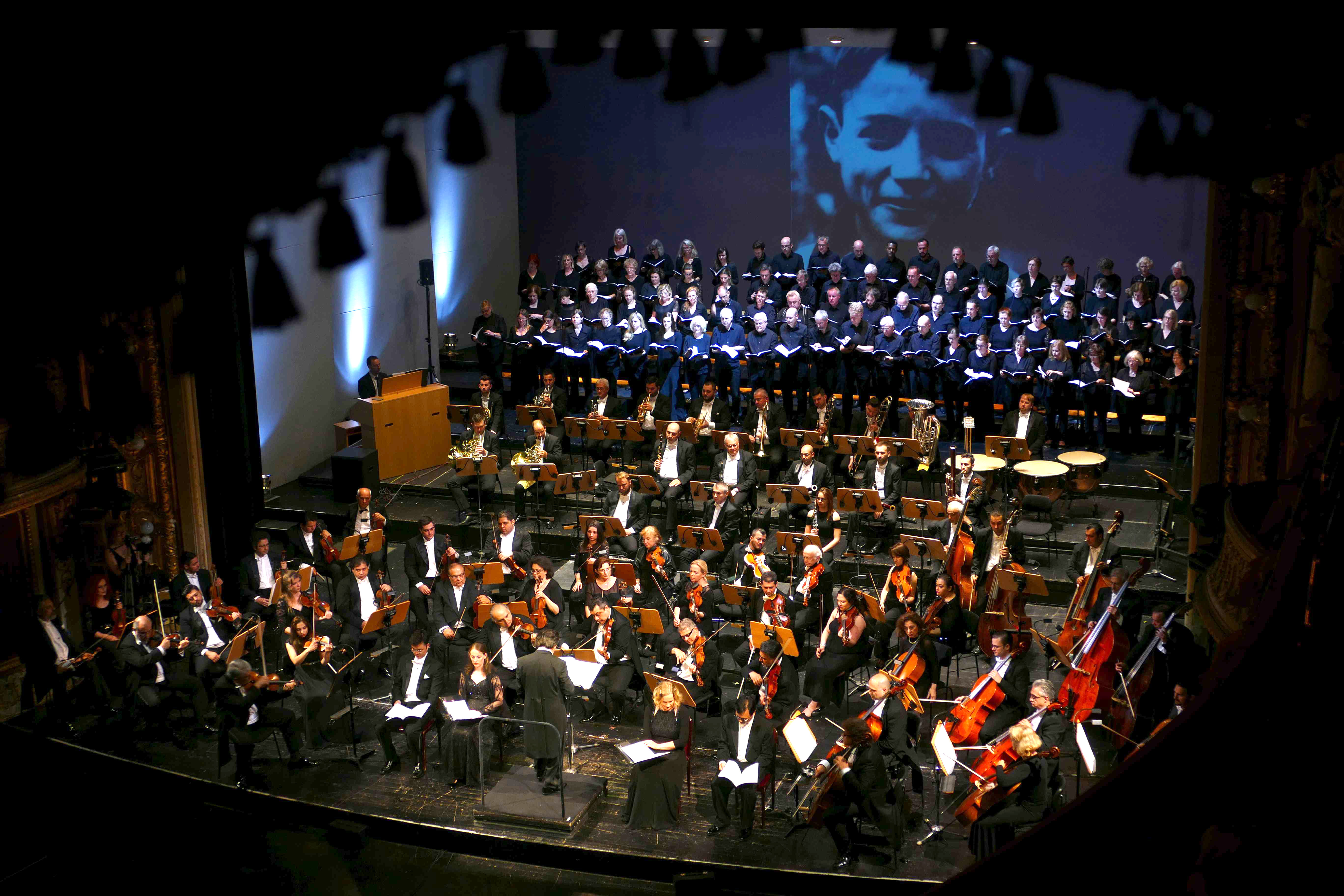
Das Orchester im Hessischen Staatstheater Wiesbaden

Die Roma und Sinti Philharmoniker sind ein 2002 in Frankfurt am Main gegründetes europaweit konzertierendes Projektorchester, das aus roma- und sintistämmigen Mitgliedern europäischer Opern- und Sinfonieorchester besteht. Das Orchester besteht aus bis zu 100 Musikern. Gründer und Leiter des Orchesters ist Riccardo M Sahiti.

## Geschichte und Entwicklung

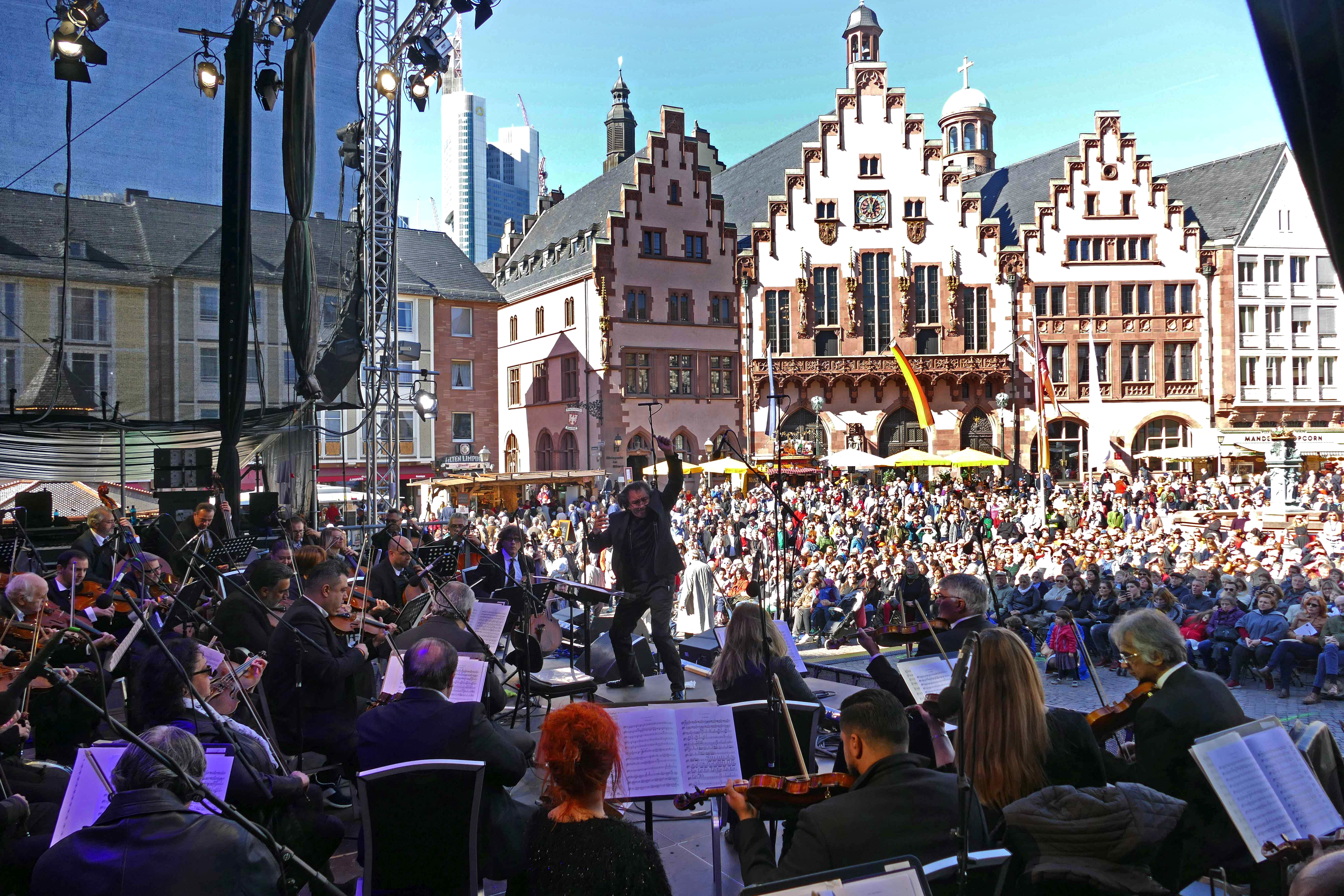
Konzert auf dem Frankfurter Römerberg 2018

Das Orchester wurde 2002 vom romastämmigen Dirigenten Riccardo M Sahiti in Frankfurt am Main gegründet, zunächst trat das Orchester unter dem Namen Roma und Sinti Streichorchester auf. Das Gründungskonzert fand am 3. November 2002 im Frankfurter Philanthropin gemeinsam mit dem Roma-Geiger Roby Lakatos und seinem Ensemble unter der Schirmherrschaft der damaligen Oberbürgermeisterin Petra Roth statt. Die Roma und Sinti Philharmoniker sind Teil des 2001 von Sahiti gegründeten Philhamonischen Verein der Sinti und Roma Frankfurt am Main. 2009 trat das Orchester erstmals unter dem Namen Roma und Sinti Kammerphilharmoniker gemeinsam mit der Pianistin Marha Argerich im Kurhaus Wiesbaden auf. 
Als Roma und Sinti Philharmoniker firmiert das Orchester seit seinem Auftritt beim Beethoven-Fest Bonn im Rahmen der Franz-Liszt-Nacht im Jahr 2011. Das Orchester setzt sich aus Musikern verschiedener europäischer Sinfonie- und Opernorchester zusammen, darunter zum Beispiel Mitglieder der Wiener Staatsoper, der Oper Zürich, der Oper Frankfurt, der Oper Budapest oder des MDR-Sinfonieorchesters.
Das Orchester konzertierte unter anderem in der Berliner Philharmonie, dem Berliner Dom, der Alten Oper Frankfurt, der Frankfurter Paulskirche, dem Sendessal des Hessischen Rundfunks, im Staatstheater Wiesbaden, der Frauenkirche Dresden, der Nieuwe Kerk Amsterdam, dem Rudolfinum Prag und dem Palast der Künste Budapest. Es war zu Gast beim Beethovenfest Bonn, beim Menuhin-Festival Gstaad, beim Open Air Festival Classic Nights in der Abtei Brauweiler (Kulturzentrum) und beim Festival Heidelberger Frühling. Auftritte zu besonderen Gelegenheiten nahmen die Roma und Sinti in der KZ-Gedenkstätte Sachsenhausen, in der KZ-Gedenkstätte Auschwitz-Birkenau sowie im Landtag Rheinland-Pfalz wahr. 2018 spielte das Orchester auf dem Frankfurter Römerberg im Rahmen der Festlichkeiten zur Wiedereröffnung der Frankfurter Altstadt. Die Philharmoniker verbanden dieses Konzert mit dem Jubiläum „600 Jahre Roma in Frankfurt“.
Fernsehbeiträge über das Orchester erschienen unter anderem im ARD-Nachtmagazin, in der Drehscheibe Deutschland, in „Hauptsache Kultur“, in der Deutschen Welle. Der Sender Arte produzierte in Kooperation mit rbb einen Dokumentarfilm mit dem Titel „Ein Dirigent und sein Traum – die Roma und Sinti Philharmoniker“, der auf verschiedenen Sendern gezeigt wurde.

## Ziele
Langfristiges Ziel ist es, das Orchester als Berufsorchester zu etablieren sowie das musikalische Erbe der Roma und Sinti zu bewahren und ihre Einflüsse auf die klassische Musik zu zeigen. Aufgeführt werden Werke, die die stilistische Einflussnahme durch die Musik der Roma und Sinti in sich tragen. Für das Orchester entstanden zeitgenössische Kompositionen als Auftragswerke, die Roma- und Sinti-Einflüsse aufgreifen und verarbeiten. Das Orchester versteht sich als Botschafter ihrer musikalischen Kultur und darüber hinaus eines völkerverbindenden Verständnisses über Staats- und Kulturgrenzen hinweg.

## Repertoire
Das Repertoire des Orchesters umfasst Werke der klassischen Orchesterliteratur, die erkennbar von musikalischen Einflüssen der Roma- und Sinti-Kultur inspiriert sind. Dazu zählen Sinfonien und sinfonische Dichtungen, Solokonzerte, Arien und Ouvertüren aus Oper und Operette, Tänze und sonstige orchestrale Einzelwerke. Zudem widmet sich das Orchester der Interpretation von Werken zeitgenössischer Komponisten und fördern diese durch Kompositionsaufträge.
Internationale Beachtung erfuhr das Werk „Requiem für Auschwitz“  des Sinto-Komponisten Roger Moreno-Rathgeb, das allen Opfern des Holocaust gewidmet ist. Die Uraufführung des Werkes für Soli, Chor und Orchester fand 2012 in der Nieuwe Kerk Amsterdam statt und wurde vom holländischen Fernsehsender NOS übertragen. Das Werk wurde seitdem verschiedentlich aufgeführt, unter anderem anlässlich des Gedenkens an die Deportation von Roma und Sinti aus Wiesbaden vor 75 Jahren im Hessischen Staatstheater Wiesbaden unter Anwesenheit von Ministerpräsident Volker Bouffier.

## Diskografie
CD
- Die Roma und Sinti Philharmoniker – Giovanni Bottesini: Grand Duo concertante für Kontrabass, Violine und Orchester; Zoltán Kodály: Tänze aus Galánta für Orchester; Improvisierte Volksmusik der Roma und Sinti; Paul Constantinescu: Toccata. Mit Géza Hosszu-Legocky, Violine; Roman Patkoló, Kontrabass; Dirigent: Riccaro M Sahiti
- Roma Romantik. Werke von Mascagni, Tschaikowski, Saint-Saëns, Lehár, Joh. Strauss, Dvořák. Dirigent: Riccardo M Sahiti (Villa Artis Music; 2022)

DVD
- Roger Moreno-Rathgeb: Requiem für Auschwitz. Mit Elena Gorshunova, Christa Mayer, Simeon Esper, Sebastian Wartig, Dresdner Universitätschor, Dirigent: Riccardo M Sahiti (Live-Aufnahme aus der Dresdner Frauenkirche; 2016)[6]